# Gundars Vētra
Gundars Vētra (ur. 22 maja 1967 w Windawie) – łotewski koszykarz, występujący na pozycjach rzucającego obrońcy lub niskiego skrzydłowego, reprezentant ZSRR, olimpijczyk, po zakończeniu kariery zawodniczej - trener koszykarski.
23 grudnia 2021 opuścił Arkę VBW Gdynia.

## Osiągnięcia
Na podstawie, o ile nie zaznaczono inaczej.

### Zawodnicze
Drużynowe
- Mistrz:
  - Północnoeuropejskiej Ligi Koszykówki (2000)
  - Rosji (1996, 1998–2000)
  - Łotwy (1995)
- Brąz:
  - Euroligi (1996)
  - mistrzostw ZSRR (1991)
- Awans do Serie A (2001)

Reprezentacja
- Wicemistrz:
  - świata (1990)
  - Europy U–18 (1986)
- Brązowy medalista:
  - mistrzostw Europy (1989)
  - Igrzysk Dobrej Woli (1990)
- Uczestnik:
  - igrzysk olimpijskich (1992 – 4. miejsce)
  - mistrzostw świata U–19 (1987 – 7. miejsce)

### Trenerskie
Drużynowe
- Mistrzostwo:
  - Rosji kobiet (2009, 2010, 2011)
  - Polski kobiet (2020, 2021[3])
- Wicemistrzostwo:
  - Łotwy (2005, 2012)
  - Rosji kobiet (2008)
- Brąz:
  - Euroligi kobiet (2009, 2010, 2011, 2015)
  - mistrzostw Rosji (2013)
- Puchar:
  - Rosji kobiet (2008, 2009, 2010, 2011, 2015, 2016)
  - Polski kobiet (2021)[4]
- Superpuchar Polski kobiet (2020)[5]
- Finał Superpucharu Polski (2021)[6]
- 3. miejsce w pucharze Rosji (2013)

Indywidualne
- Trener roku EBLK (2020, 2021)[7][8]